# De gamle Drenge
De gamle Drenge (originaltitel The Battling Orioles) er en amerikansk stumfilm fra 1924 af Fred Guiol og Ted Wilde.

## Medvirkende
- Glenn Tryon som Tommy Roosevelt Tucker
- Blanche Mehaffey som Hope Stanton
- John T. Prince som 'Cappy' Wolfe
- Noah Young som Sid Stanton
- Sam Lufkin som Jimmy
- Robert Page som Joslin